# Glenea vingerhoedti
Glenea vingerhoedti är en skalbaggsart som beskrevs av Teocchi och Henri L. Sudre 2003. Glenea vingerhoedti ingår i släktet Glenea och familjen långhorningar.
Artens utbredningsområde är Burundi. Inga underarter finns listade i Catalogue of Life.